# テレンス・ラティガン
サー・テレンス・マーヴィン・ラティガン（Sir Terence Mervyn Rattigan CBE, 1911年6月10日 - 1977年11月30日）は、イングランド出身の劇作家・脚本家。

## 略歴
1911年、ロンドンのサウス・ケンジントンで、高等弁務官だったフランク・ラティガンの息子として生まれる。全寮制のパブリックスクール・ハーロー校を卒業後、オックスフォード大学トリニティ・カレッジに学ぶ。外交官を志していたが、演劇に興味を持ち、学業を中断して劇作家の道を歩みだす。その後、戯曲だけでなく、映画やテレビドラマの脚本も書くようになる。
1977年、バミューダ諸島ハミルトンで骨腫瘍により死去した。

## 代表作

### 戯曲
- 涙なしのフランス語[2] French Without Tears （1936年）
  - 1940年に French Without Tears として映画化。アンソニー・アスキス監督、レイ・ミランド主演。
- 炎の道[3] Flare Path （1942年）
- お日様のあるうちに[4] While the Sun Shines （1943年）
  - 1947年に While the Sun Shines として映画化。アンソニー・アスキス監督、バーバラ・ホワイト主演。
- 蠱惑草[5] Love in Idleness （1944年）
- ウィンズロウ・ボーイ The Winslow Boy （1946年）
  - 1948年に『ウィンスロー少年』（原題：The Winslow Boy ）として映画化。ラティガン自身が脚色。アンソニー・アスキス監督、ロバート・ドーナット主演。
  - 1999年に『5シリングの真実』（原題：The Winslow Boy ）として映画化。デヴィッド・マメット監督、ナイジェル・ホーソーン主演。
- ブラウニング・バージョン The Browning Version （1948年）
  - タイトルはギリシア悲劇『アガメムノーン』のロバート・ブラウニングによる翻訳版の意味。
  - 1951年に The Browning Version として映画化。ラティガン自身が脚色。アンソニー・アスキス監督、マイケル・レッドグレイヴ主演。
  - 1994年に『明日にむかって…』（原題：The Browning Version ）として映画化。マイク・フィギス監督、アルバート・フィニー主演。
- シルヴィアって誰?[6] Who is Sylvia? （1950年）
  - 1955年に『彩られし幻想曲』（原題： The Man Who Loved Redheads ）として映画化。ラティガン自身が脚色。ハロルド・フレンチ監督、モイラ・シアラー主演。
- 深く青い海[7] The Deep Blue Sea （1952年）
  - 1955年に『愛情は深い海のごとく』（原題：The Deep Blue Sea）として映画化。ラティガン自身が脚色。アナトール・リトヴァク監督、ヴィヴィアン・リー主演。
  - 2011年に『愛情は深い海の如く』（原題：The Deep Blue Sea）として再映画化。テレンス・デイヴィス（英語版）監督、レイチェル・ワイズ主演。
- 眠りの森の王子[8] The Sleeping Prince （1953年）
  - 初演（ロンドン）はローレンス・オリヴィエとヴィヴィアン・リーが主演。
  - 1956年のブロードウェイでの初上演はマイケル・レッドグレイヴの演出・主演。他の出演はバーバラ・ベル・ゲデス、キャスリーン・ネスビット他。
  - 1957年に『王子と踊子』（原題：The Prince and the Showgirl ）として映画化。ラティガン自身が脚色。
- 銘々のテーブル[9] Separate Tables（1954年）
  - 初演に際してローレンス・オリヴィエとヴィヴィアン・リー（当時は夫婦）が主役を演じる計画があったが、オリヴィエに映画『リチャード三世』の仕事が入っていたため実現しなかった[9]。
  - 1958年に『旅路』（原題：Separate Tables ）として映画化。ラティガン自身が脚色し、第31回アカデミー賞脚色賞にノミネートされた。
- 椿姫[10] Variation on a Theme （1958年）
- 国家への遺産 A Bequest to the Nation （1970年）
  - 1973年に Bequest to the Nation として映画化。ジェームズ・セラン・ジョーンズ監督、グレンダ・ジャクソン主演。

### 映画オリジナル脚本
- 超音ジェット機 The Sound Barrier　（1952年）　※第25回アカデミー賞脚本賞ノミネート
- 予期せぬ出来事 The V.I.P.s　（1963年）
- 黄色いロールス・ロイス The Yellow Rolls-Royce　（1964年）

### 脚色
- ブライトン・ロック Brighton Rock （1947年） ※原作はグレアム・グリーンの小説
- チップス先生さようなら Goodbye, Mr. Chips　（1969年） ※原作はジェームズ・ヒルトンの小説

## 日本語訳
- 「王子と踊子」『世界シナリオ選集 1957』みすず書房 1958年
- 「銘々のテーブル」小田島雄志訳 『現代英米戯曲選』南雲堂 1965年
- 『ラティガン戯曲集』加藤恭平訳 原書房 1967年
- 「深い青い海」小田島雄志訳 『今日の英米演劇 第1』白水社 1968年